# Verbe en roumain
Cet article traite du verbe roumain dans la perspective de la grammaire traditionnelle. Il donne un aperçu de l’évolution des formes verbales à partir du latin, les compare dans leurs grandes lignes aux formes verbales du français, présente les principales fonctions de ces formes et détaille la conjugaison roumaine.
Du point de vue de la typologie morphologique des langues, le roumain est une langue flexionnelle dans une plus grande mesure que les autres langues romanes, c’est-à-dire qu’il exprime les traits morphologiques par des désinences et par des alternances phonétiques (vocaliques et consonantiques), un seul morphème exprimant souvent plusieurs traits. Le verbe roumain se caractérise par des catégories telles la diathèse, le mode, le temps, le nombre (singulier et pluriel) et le genre (masculin et féminin), ce dernier trait caractérisant seulement le participe.

## Modes et temps

### Modes personnels

#### L’indicatif
Le présent de l’indicatif est principalement, comme en français, la forme verbale du procès se situant au moment de la parole.
Comme en français, l’indicatif roumain a plusieurs temps passés.
L’imparfait est l’héritier de l’imperfectum latin, tant pour sa forme que pour ses fonctions, qui sont semblables à celles de l’imparfait français. Une différence d’emploi par rapport au français est qu’il peut remplacer le conditionnel passé tant dans la proposition subordonnée conditionnelle, que dans sa proposition principale : Dacă luai rochia ieri, nu mai era nevoie să ne ducem la magazin și astăzi! « Si tu avais acheté la robe hier, il n’aurait pas fallu aller au magasin aujourd’hui encore ! ».
Le passé simple provient du perfectum latin, comme le passé simple en français et, tout comme celui-ci, il n’est plus utilisé que dans la narration littéraire.
Le passé composé est une innovation des langues romanes par rapport au système verbal latin. Il est utilisé dans la langue parlée et souvent dans la langue littéraire, à la place du passé simple. Par rapport au passé composé français, il présente la différence que tous les verbes actifs, ainsi que les verbes pronominaux se conjuguent seulement avec le verbe auxiliaire a avea « avoir ».
Le plus-que-parfait roumain ressemble davantage au plusquamperfectum latin que celui des autres langues romanes, puisqu’en roumain c’est un temps simple, bien que son morphème ne soit pas le même suffixe qu’en latin.
Les formes du futur appartiennent à deux catégories :
On appelle simplement « futur » trois formes composées correspondant, selon le contexte, au futur simple ou au futur proche :
- dans le registre de langue soutenu : Mâine voi sta acasă « Demain je resterai chez moi » ;
- le même verbe dans le registre courant : am să stau ou o să stau.

En roumain aussi il y a un futur antérieur, mais il est en train de devenir désuet même dans la langue littéraire.

#### Le subjonctif
En phrase complexe, le présent du subjonctif roumain correspond souvent au français, quand le sujet de la proposition subordonnée est différent de celui de la principale (A sugerat să vorbim despre altceva « Il/Elle a suggéré que nous parlions d’autre chose »), mais aussi à l’infinitif français. Lorsque le sujet du procès subordonné est le même que celui du verbe régent, le roumain utilise le plus souvent le subjonctif : Vreau să mănânc « Je veux manger », Mereu vorbește fără să se gândească « Il/Elle parle toujours sans réfléchir ».
En proposition indépendante, le présent du subjonctif roumain peut exprimer, comme en français, à la troisième personne, un ordre (Să plece imediat! « Qu’il/elle parte tout de suite ! ») ou un souhait : Numai să vină și ei! « Pourvu qu’ils viennent eux aussi ! » À la première personne du pluriel, il correspond à l’impératif français : Să mergem! « Allons-y ! ». À la première personne du singulier, il peut, par exemple, exprimer un dilemme du locuteur : Să mai stau? « Que je reste encore ? » À la deuxième personne, le subjonctif roumain remplace souvent l’impératif : Să-mi aduci un pahar cu apă! = Adu-mi un pahar cu apă! « Apporte-moi un verre d’eau ! ».
Le passé du subjonctif est plus rarement utilisé que son correspondant français. En subordonnée, il peut exprimer un procès réel antérieur à celui de la principale (A plecat fără să ne fi dat de știre « Il/Elle est parti(e) sans nous avoir prévenu(e)s ») ou l’incertitude à l’égard d’un procès antérieur : Eu nu cred ca el să se fi rătăcit « Moi, je ne pense pas qu’il/elle se soit égaré(e) ». En tant que prédicat de la subordonnée conditionnelle, il est le synonyme grammatical du conditionnel passé : Să nu fi luat cu noi merinde, muream de foame = Dacă n-am fi luat cu noi merinde, muream de foame « Si nous n’avions pas emporté de quoi manger, nous serions morts de faim ». En proposition indépendante, il peut exprimer par exemple le regret du locuteur de ne pas avoir fait quelque chose : Să fi rămas acasă « J’aurais mieux fait de rester chez moi ».

#### Le conditionnel
Le présent du conditionnel roumain exprime le plus souvent, comme en français, un souhait en proposition indépendante (Aș veni și eu « Je viendrais moi aussi ») ou un procès dont la réalisation dépend d’une condition mais, contrairement au français, il est aussi la forme du prédicat de la subordonnée exprimant la condition de cette réalisation : Aș citi un roman polițist dacă aș avea timp « Je lirais bien un roman policier si j'avais le temps ». Il en est de même dans le cas de toutes les propositions françaises introduites par une conjonction comportant si : Parcă ar fi musafir « Comme s’il était un invité », Chiar de-ar veni, nu mi-ar fi de folos « Même s’il/si elle venait, il/elle ne me serait d’aucune utilité ».
Le passé du conditionnel aussi a des emplois semblables à ceux du français, par exemple pour atténuer une demande (Aș fi vrut să te rog ceva « J’aurais voulu te demander quelque chose ») ou pour donner une information comme incertaine (Am auzit că ar fi absolvit facultatea « J’ai entendu dire qu’il/elle aurait fini ses études à la faculté »), mais il peut aussi être la forme du prédicat de la subordonnée conditionnelle exprimant le procès non réalisé dans le passé qui aurait été la condition de la réalisation du procès de la principale : Dacă aș fi știut, v-aș fi spus « Si j’avais su, je vous l’aurais dit ».

#### Le présomptif
Ce mode verbal est une innovation propre au roumain par rapport aux autres langues romanes, qui exprime le procès possible, supposé ou incertain, par une forme spécifique, bien qu’un tel procès puisse être exprimée par le subjonctif, par le conditionnel ou par une périphrase aussi. Ses formes temporelles sont :
- le présent : O fi știind la ce oră sosește avionul? « Je me demande s’il/si elle sait à quel heure arrive l’avion » ;
- le passé : O fi primit scrisoarea mea? « Aura-t-il/elle reçu ma lettre ? », S-o fi îmbolnăvit, de aceea n-a venit « Il/Elle a dû tomber malade, c’est pour ça qu’il/elle n’est pas venu(e) ».

#### L’impératif
L’impératif roumain est en partie l’héritier de l’imperativus latin, ayant les mêmes fonctions que le présent de l’impératif français, mais il n’a ni forme de première personne du pluriel ni temps passé. En roumain aussi il peut exprimer l’ordre (Ieși! « Sors ! »), l’interdiction (Nu pleca! « Ne pars pas ! »), la prière (Nu mă uita! « Ne m’oublie pas ! »), le conseil (Îmbracă-te elegant « Habille-toi élégamment »), l’avertissement (Nu te bizui pe spusele ei « Ne compte pas sur ce qu’il/elle dit »), etc..

### Modes impersonnels

#### L’infinitif
Le présent de l’infinitif provient de l’infinitivus latin. Il est le plus souvent employé en fonction de complément du nom, comme en français : Plăcerea de a asculta muzică este inegalabilă « Le plaisir d’écouter de la musique est inégalable ». Il est beaucoup moins utilisé qu’en français pour exprimer un procès subordonné. Pour ce faire, le roumain préfère le subjonctif, même quand le sujet de l’action subordonnée est identique à celui du verbe régent. Il y a des cas où la construction avec le subjonctif et celle avec l’infinitif sont équivalentes : A intrat pentru a vedea filmul = A intrat ca să vadă filmul « Il/Elle est entré(e) pour voir le film ». Comme en français, il peut être utilisé à la place de l’impératif en proposition indépendante : A se scutura înainte de întrebuințare « Agiter avant emploi ».
L’infinitif à valeur verbale est appelé « infinitif bref », parce qu’il lui manque le -re du suffixe de l’infinitif latin. Cependant, « l’infinitif long » subsiste, devenu nom qui dénomme le procès ou son résultat : a coborî « descendre » – coborâre « l’action de descendre, descente ».
Le passé de l’infinitif est plus rarement utilisé qu’en français, et seulement dans le registre soutenu. Il est parfois employé à la place du passé composé ou du passé du subjonctif : Faptul de a nu fi declarat adevărul l-a pus într-o lumină proastă = Faptul că nu a declarat ... « Le fait de ne pas avoir déclaré la vérité l’a mis en mauvaise posture ».

#### Legerunziu
Ce mode provient du gerundium latin et correspond parfois au participe présent français (Nesimțindu-mă bine, am decis să rămân acasă « Ne me sentant pas bien, j’ai décidé de rester chez moi »), d’autres fois au participe passé composé (Absolvind liceul, s-a încris la facultate « Ayant fini le lycée, il/elle s’est inscrit(e) à la faculté »), d’autres fois encore au gérondif français : Plecând, ne-a făcut cu mâna « En partant, il/elle nous a fait signe de la main ».
Le sujet du gerunziu peut être différent de celui de son verbe régent, correspondant alors au verbe de la proposition infinitive française. Sans contexte adéquat, avec un verbe régent exprimant la perception, il peut prêter à confusion quant à son sujet, puisqu’une phrase comme Te-am văzut ieșind din clădire peut signifier « Je t’ai vu sortir du bâtiment », mais aussi « Je t’ai vu en sortant du bâtiment ».

#### Le participe
Le participe roumain correspond au participe passé français, les deux ayant pour origine le participium passivi perfecti latin. Il a une fonction uniquement verbale dans les temps composés des verbes actifs (am cântat « j’ai chanté », aș fi cântat « j’aurais chanté »), une valeur verbale et adjectivale à la voix passive (Conferința este organizată de UNESCO « La conférence est organisée par l’UNESCO ») et une fonction seulement adjectivale en tant qu’épithète (o carte citită « un livre lu ») ou attribut : Femeia aceea este cam limitată « Cette femme est un peu bornée ».
Le participe invariable (au masculin singulier), en général précédé de la préposition de, est traditionnellement considéré dans les grammaires roumaines comme un mode à part, le supin. Il correspond le plus souvent à l’infinitif français avec la préposition « à » : Multe sunt de făcut « Il y a beaucoup à faire ».

## Diathèses
Traditionnellement, dans les grammaires du roumain, comme dans Cojocaru 2003, on prend en compte trois diathèses (voix) : active, passive et réfléchie. Cependant, dans d’autres ouvrages, tels Avram 1997, Bărbuță 2000 ou Forăscu 2002, on considère qu’il n’y a qu’une diathèse active et une passive, ainsi que des verbes utilisés avec les pronoms réfléchis, certains étant actifs et d’autres passifs.
La diathèse active se forme comme en latin et dans les autres langues romanes : Eu am cumpărat cartea « C’est moi qui ai acheté le livre ».
La forme de la diathèse passive n’est pas la même qu’en latin, mais pareille à celle des autres langues romanes (a fi « être » + participe) : Cartea a fost cumpărată de mine « Le livre a été acheté par moi ».
La diathèse réfléchie s’exprime, comme en français, par le verbe pronominal : Unde s-au întâlnit, pe stradă sau în parc? « Où se sont-ils rencontrés, dans la rue ou dans le parc ? » Les autres valeurs du verbe pronominal roumain aussi sont en général les mêmes qu’en français. Toutefois, il peut avoir un sens passif plus souvent qu’en français : Aici s-au construit două blocuri = Aici au fost construite două blocuri « Ici on a construit deux immeubles = Deux immeubles ont été construits ici ». L’action du sujet indéfini aussi est exprimée avec le verbe pronominal à sens actif, à la 3e personne du singulier : Inscripția se vede de departe « On voit l’inscription de loin ».

## Conjugaison
Traditionnellement, les verbes roumains sont classés en quatre groupes de conjugaison, déjà présents en latin. Ils sont déterminés à partir de la terminaison de l’infinitif présent qui, dans le cas des verbes d’origine latine, provient de la voyelle précédant -re.
- 1er groupe : a cânta < latin cantare « chanter » ;
- 2e groupe : a vedea < lat. videre « voir » (-e- tonique devant -re) ;
- 3e groupe : a bate < lat. battere « battre » (-e- atone devant -re) ;
- 4e groupe : a dormi < lat. dormire « dormir ». On a inclus dans ce groupe les verbes d’origine slave pour la plupart terminés en -î (par exemple a coborî « descendre »).

Les modèles de conjugaison ci-après sont donnés avec des verbes parmi les plus réguliers, c’est-à-dire qui comportent le moins d’alternances phonétiques possible.

### Diathèse active

#### Indicatif

##### Présent
Comme dans les autres langues romanes, ce temps verbal, du point de vue de ses valeurs et de ses formes personnelles, est le descendant direct de son correspondant latin (ex. latin canto > roumain cânt « je chante »).
| 1er groupe infinitif en -a | 1er groupe infinitif en -a | 2e groupe infinitif en -ea a părea | 3e groupe infinitif en -e a începe | 4e groupe          | 4e groupe         | 4e groupe             | 4e groupe              |
| sans -ez a aduna           | avec -ez a lucra           | 2e groupe infinitif en -ea a părea | 3e groupe infinitif en -e a începe | infinitif en -i    | infinitif en -i   | infinitif en -î       | infinitif en -î        |
| sans -ez a aduna           | avec -ez a lucra           | 2e groupe infinitif en -ea a părea | 3e groupe infinitif en -e a începe | sans -esc a sorbi  | avec -esc a iubi  | sans -ăsc a coborî    | avec -ăsc-es a hotărî  |
| -------------------------- | -------------------------- | ---------------------------------- | ---------------------------------- | ------------------ | ----------------- | --------------------- | ---------------------- |
| adun « je ramasse »        | lucrez « je travaille »    | par « je parais »                  | încep « je commence »              | sorb « je sirote » | iubesc « j’aime » | cobor « je descends » | hotărăsc « je décide » |
| aduni                      | lucrezi                    | pari                               | începi                             | sorbi              | iubești           | cobori                | hotărăști              |
| adună                      | lucrează                   | pare                               | începe                             | soarbe             | iubește           | coboară               | hotărăște              |
| adunăm                     | lucrăm                     | părem                              | începem                            | sorbim             | iubim             | coborâm               | hotărâm                |
| adunați                    | lucrați                    | păreți                             | începeți                           | sorbiți            | iubiți            | coborâți              | hotărâți               |
| adună                      | lucrează                   | par                                | încep                              | sorb               | iubesc            | coboară               | hotărăsc               |

Remarques :
1. Au 1er groupe, dans le cas de certains verbes, entre le radical et la désinence personnelle (en gras italique) il y a un suffixe caractéristique, -ez/-eaz- (souligné dans le tableau).
2. Au 4e groupe aussi il y a des verbes à suffixe. C’est -esc/-eșt- pour les verbes à l'infinitif en -i, et -ăsc/-ășt pour les verbes en -î.
3. La personne du sujet est exprimée par la désinence. Les pronoms personnels sont utilisés pour mettre la personne en évidence.
4. Comme la déclinaison, la conjugaison roumaine comporte de nombreuses alternances phonétiques. Dans les exemples ci-dessus : a – ă, e – ea, o – oa, sc – șt.
5. Si la désinence commence par une consonne, elle est précédée d’une voyelle de liaison : adunăm, adunați, părem, sorbiți, coborâm.

##### Temps passés
Imparfait
Ses formes proviennent de l’imperfectum latin (cantabam > cântam) :
| 1er groupe | 2e groupe | 3e groupe | 4e groupe       | 4e groupe       |
| 1er groupe | 2e groupe | 3e groupe | infinitif en -i | infinitif en -î |
| ---------- | --------- | --------- | --------------- | --------------- |
| adunam     | păream    | începeam  | sorbeam         | coboram         |
| adunai     | păreai    | începeai  | sorbeai         | coborai         |
| aduna      | părea     | începea   | sorbea          | cobora          |
| adunam     | păream    | începeam  | sorbeam         | coboram         |
| adunați    | păreați   | începeați | sorbeați        | coborați        |
| adunau     | păreau    | începeau  | sorbeau         | coborau         |

Remarque : La désinence personnelle est précédée du suffixe -a au 1er groupe et pour les verbes à l'infinitif en -î du 4e groupe, et du suffixe -ea pour les autres verbes.
Passé simple
Ses formes personnelles descendent du perfectum latin (cantavi > cântai) :
| 1er groupe | 2e groupe | 3e groupe      | 3e groupe        | 4e groupe       | 4e groupe       |
| 1er groupe | 2e groupe | au suffixe -u- | au suffixe -se-  | infinitif en -i | infinitif en -î |
| ---------- | --------- | -------------- | ---------------- | --------------- | --------------- |
| adunai     | părui     | începui        | zisei « je dis » | sorbi           | coborâi         |
| adunași    | păruși    | începuși       | ziseși           | sorbiși         | coborâși        |
| adună      | păru      | începu         | zise             | sorbi           | coborî          |
| adunarăm   | părurăm   | începurăm      | ziserăm          | sorbirăm        | coborârăm       |
| adunarăți  | părurăți  | începurăți     | ziserăți         | sorbirăți       | coborârăți      |
| adunară    | părură    | începură       | ziseră           | sorbiră         | coborâră        |

Remarques :
1. Au passé simple, chaque groupe de conjugaison a un suffixe caractéristique devant les désinences personnelles : au 1er et au 4e groupes c’est la terminaison de l’infinitif : -a- au 1er groupe et -i- ou -â-/-î- au 4e. Le suffixe du 2e groupe est -u-. Le 3e groupe se divise de ce point de vue en deux sous-groupes : au suffixe -u- et au suffixe -se-. Au 1er groupe, à la 3e personne du singulier, le suffixe -a- change en -ă- après une consonne non-palatale ou la voyelle u (adună « il/elle ramassa »), et en -e- après une consonne palatale (tăie « il/elle coupa »).
2. Le pluriel aussi a sa marque, le suffixe -ră- (en gras souligné dans le tableau).
3. La désinence de la 3e personne du singulier est ∅. Puisque le suffixe des verbes du type a aduna est -ă-, cette forme peut être confondue avec la 3e personne du singulier de l’indicatif présent, mais seulement à l’écrit, parce qu’au passé simple l’accent tombe sur la dernière syllabe, alors qu’au présent il frappe l’avant-dernière : [a'dunə] (présent) ≠ [adu'nə] (passé simple).

Passé composé
Ses composants sont les formes abrégées de l’indicatif présent du verbe a avea « avoir » et la forme de masculin singulier du participe (pour celui-ci voir plus bas Participe). Le passé composé a pour origine une périphrase verbale du bas latin : habeo caballu(m) comparatu(m) (litt. « j’ai un cheval acheté ») > roum. am cumpărat un cal « j’ai acheté un cheval ». Contrairement au français, en roumain a avea est le seul verbe auxiliaire au passé composé.
| 1er groupe | 2e groupe | 3e groupe      | 3e groupe      | 4e groupe       | 4e groupe       |
| 1er groupe | 2e groupe | au suffixe -u- | au suffixe -s- | infinitif en -i | infinitif en -î |
| ---------- | --------- | -------------- | -------------- | --------------- | --------------- |
| am adunat  | am părut  | am început     | am zis         | am sorbit       | am coborât      |
| ai adunat  | ai părut  | ai început     | ai zis         | ai sorbit       | ai coborât      |
| a adunat   | a părut   | a început      | a zis          | a sorbit        | a coborât       |
| am adunat  | am părut  | am început     | am zis         | am sorbit       | am coborât      |
| ați adunat | ați părut | ați început    | ați zis        | ați sorbit      | ați coborât     |
| au adunat  | au părut  | au început     | au zis         | au sorbit       | au coborât      |

Plus-que-parfait
Ce n’est pas un temps composé, comme dans les autres langues romanes, mais simple, comme en latin, quoique sa marque ne soit pas la même que dans cette langue, mais le suffixe -se-, auquel on ajoute les désinences du passé simple. Par exemple, la forme adunasem « j'avais ramassé » est créée comme suit : adun (radical) + -a- (suffixe du passé simple) + -se- (suffixe du plus-que-parfait) + -m (désinence personnelle). Comme le suffixe du deuxième sous-groupe de la 3e conjugaison est également -se-, la forme d’un tel verbe est, par exemple, zisesem « j’avais dit ».

##### Les temps du futur
En français, le futur rapporté au moment de la parole était à l’origine un temps composé, devenu le futur simple par la suite. À côté de celui-ci, il s’est créé aussi un futur proche. En roumain, on a affaire à trois formations composées, autrement qu’en français.
L’une est utilisée dans la langue soutenue. Elle est composée des formes spécialisées en tant que verbe auxiliaire de l’indicatif présent du verbe a vrea « vouloir » et de l’infinitif présent du verbe à sens lexical :
voi aduna « je ramasserai, je vais ramasser »
vei aduna
va aduna
vom aduna
veți aduna
vor aduna
Dans la langue courante on utilise deux autres formes de futur. L’une se compose des formes habituelles (non abrégées) de l’indicatif présent du verbe a avea + le présent du subjonctif (voir la section suivante pour ce mode) :
am să par « je paraîtrai, je vais paraître »
ai să pari
are să pară
avem să părem
aveți să păreți
au să pară
Les formes de 3e personne du singulier et du pluriel de ce futur sont assez rarement utilisées, et les 1re et 2e personnes du pluriel encore plus rarement, mais il y a aussi une formation plus simple, avec l’auxiliaire invariable o, dont toutes les personnes sont fréquentes :
o să încep « je commencerai, je vais commencer »
o să începi
o să înceapă
o să începem
o să începeți
o să înceapă
Le futur antérieur se forme du futur soutenu du verbe a fi « être » et le masculin singulier du participe :
voi fi adunat « j’aurai ramassé »
vei fi adunat
va fi adunat
vom fi adunat
veți fi adunat
vor fi adunat
Au futur antérieur, l’auxiliaire a vrea a aussi une autre variante, moins utilisée : oi, ăi, o, om, ăți, or.

#### Subjonctif

##### Présent
Sa forme est presque identique à celle du présent de l’indicatif. Son spécifique est la conjonction să « que », différente de la conjonction că « que » utilisée avec d’autres modes personnels, donc spécialisée en tant que morphème du subjonctif, et la désinence de la 3e personne, qui provoque aussi des changements dans les suffixes que certains verbes ont au présent de l’indicatif.
| 1er groupe                                | 1er groupe                                    | 2e groupe                                 | 3e groupe                                    | 4e groupe                                 | 4e groupe                                 | 4e groupe                                    | 4e groupe                                    |
| sans -ez                                  | avec -ez                                      | 2e groupe                                 | 3e groupe                                    | infinitif en -i                           | infinitif en -i                           | infinitif en -î                              | infinitif en -î                              |
| sans -ez                                  | avec -ez                                      | 2e groupe                                 | 3e groupe                                    | sans -esc                                 | avec -esc                                 | sans -ăsc                                    | avec -ăsc                                    |
| ----------------------------------------- | --------------------------------------------- | ----------------------------------------- | -------------------------------------------- | ----------------------------------------- | ----------------------------------------- | -------------------------------------------- | -------------------------------------------- |
| să adune « qu’il(s)/elle(s) ramasse(nt) » | să lucreze « qu’il(s)/elle(s) travaille(nt) » | să pară « qu’il(s)/elle(s) paraisse(nt) » | să înceapă « qu’il(s)/elle(s) commence(nt) » | să soarbă « qu’il(s)/elle(s) sirote(nt) » | să iubească « qu’il(s)/elle(s) aime(nt) » | să coboare « qu’il(s)/elle(s) descende(nt) » | să hotărască « qu’il(s)/elle(s) décide(nt) » |

##### Passé
Le subjonctif passé est invariable quant aux nombres et aux personnes. La personne du sujet ressort du contexte. Sa formation est să + infinitif présent de a fi + masculin singulier du participe. Exemples : Să fi cumpărat niște fructe măcar! « Si au moins tu avais acheté des fruits ! », Nu-mi amintesc să fi spus așa « Je ne me rappelle pas avoir dit cela ».

#### Conditionnel

##### Présent
Par rapport au latin, c’est une innovation présente également dans les autres langues romanes. Initialement, c’était un temps composé dans celles-ci, de l’infinitif du verbe à sens lexical + l’imparfait d’avoir, qui se sont soudés par la suite, l’auxiliaire donnant les désinences personnelles. En roumain, c’est resté un temps composé, l’ordre des composants étant inverse : auxiliaire + infinitif :
aș aduna « je ramasserais »
ai aduna
ar aduna
am aduna
ați aduna
ar aduna

##### Passé
C’est un composé du conditionnel présent du verbe a fi + le masculin singulier du participe :
aș fi adunat « j’aurais ramassé »
ai fi adunat
ar fi adunat
am fi adunat
ați fi adunat
ar fi adunat

#### Présomptif

##### Présent
C’est aussi un temps composé, ayant deux variantes. L’une est formée du futur avec a vrea « vouloir » du verbe a fi « être » et du gerunziu du verbe à sens lexical :
voi fi adunând « je ramasse, peut-être »
vei fi adunând
va fi adunând
vom fi adunând
veți fi adunând
vor fi adunând
L’autre variante, plus fréquente, se construit avec la forme abrégée de a vrea :
oi fi adunând
ăi fi adunând
o fi adunând
om fi adunând
ăți fi adunând
or fi adunând

##### Passé
L'auxiliaire de ce temps est le même que celui du présent, avec ses deux variantes, mais le verbe à sens lexical se met au masculin singulier du participe. Aussi le passé du présomptif est-il homonyme du futur antérieur :
voi/oi fi adunat « j’ai ramassé, peut-être »
vei/ăi fi adunat
va/o fi adunat
vom/om fi adunat
veți/ăți fi adunat
vor/or fi adunat

#### Impératif
C’est le seul mode qui présente des différences entre les formes négative (interdiction) et positive (ordre).
Au singulier, la forme affirmative de certains verbes est identique à celle de l’indicatif présent, 3e personne, mais celle d’autres verbes est identique à la forme de l’indicatif présent, 2e personne. Ces derniers sont les verbes intransitifs des 2e et du 3e groupes, ainsi que ceux du 4e avec l’infinitif en -i et sans le suffixe -esc (exemples dans la dernière ligne du tableau ci-dessous) :
| 1er groupe          | 1er groupe                | 2e groupe            | 3e groupe           | 4e groupe          | 4e groupe             | 4e groupe               | 4e groupe               |
| sans -ez            | avec -ez                  | 2e groupe            | 3e groupe           | infinitif en -i    | infinitif en -i       | infinitif en -î         | infinitif en -î         |
| sans -ez            | avec -ez                  | 2e groupe            | 3e groupe           | sans -esc          | avec -esc             | sans -ăsc               | avec -ăsc               |
| ------------------- | ------------------------- | -------------------- | ------------------- | ------------------ | --------------------- | ----------------------- | ----------------------- |
| cântă! « chante ! » | lucrează! « travaille ! » | bea! « bois ! »      | cere! « demande ! » | oferă! « offre ! » | oprește! « arrête ! » | coboară! « descends ! » | hotărăște! « décide ! » |
|                     |                           | taci! « tais-toi ! » | mergi! « va ! »     | fugi! « cours ! »  |                       |                         |                         |

Au singulier, la forme négative de tous les verbes est identique à l’infinitif sans la particule a :
| nu cânta! | nu lucra! | nu bea!   | nu cere!  | nu oferi! | nu opri! | nu coborî! | nu hotărî! |
|           |           | nu tăcea! | nu merge! | nu fugi!  |          |            |            |

Au pluriel, tous les verbes sont identiques à l’impératif et à l’indicatif présent, tant à la forme positive qu’à la forme négative :
| (nu) cântați! | (nu) lucrați! | (nu) beți!   | (nu) cereți!  | (nu) oferiți! | (nu) opriți! | (nu) coborâți! | (nu) hotărâți! |
|               |               | (nu) tăceți! | (nu) mergeți! | (nu) fugiți!  |              |                |                |

#### Infinitif

##### Présent
Sa spécificité morphologique par rapport aux autres langues romanes est son emploi presque exclusif avec la particule a provenant d’une préposition et devenue un morphème de l’infinitif (exemples au début de la section Conjugaison).

##### Passé
Il est formé de a fi + le masculin singulier du participe : Faptul de a nu fi declarat adevărul l-a pus într-o lumină proastă « Le fait de ne pas avoir déclaré la vérité l’a mis en mauvaise posture ».

#### Gerunziu
Cette forme verbale provient du gerundium latin : cantandum > cântând « (en) chantant ». Il se forme à l'aide du suffixe -ând ou -ind ajouté au radical du verbe :
- 1er groupe : adunând « (en) ramassant » ;
- 2e groupe : părând « (en) paraissant » ;
- 3e groupe : începând « (en) commençant » ;
- 4e groupe : sorbind « (en) sirotant », coborând « (en) descendant » ;

Le gerunziu négatif ne se forme pas avec un mot à part, mais avec un préfixe négatif : neadunând « (en) ne ramassant pas ».

#### Participe
Il provient du participium passivi perfecti latin [cantatus, -a, -i, -æ > cântat, -tă, -ți, -te « chanté(e)(s)’]. Sa marque est le suffixe -t ajouté au suffixe du passé simple -a- (1er gr.), -u- (2e et une partie des verbes du 3e gr.), et -i- ou -â- (4e gr.). Quant aux verbes du 3e groupe ayant le suffixe -se- au passé simple, leur suffixe de participe est -s-, qui a fini par se confondre avec le suffixe -se-.
- 1er groupe : adunat, -tă, -ți, -te « ramassé(e)(s) » ;
- 2e groupe : părut, -tă, -ți, -te « paru(e)(s) » ;
- 3e groupe : început, -tă, -ți, -te « commencé(e)(s) » ; zis, -să, -și, -se « dit(e)(s) » ;
- 4e groupe : iubit, -tă, -ți, -te « aimé(e)(s)’ ; coborât, -tă, -ți, -te « descendu(e)(s)’.

La négation du participe aussi se réalise avec le préfixe ne- : neadunat « non ramassé ».

### Diathèse passive
Comme en français, le verbe passif est composé des formes du verbe a fi et du participe accordé en genre et en nombre avec le sujet. Exemple :
- Indicatif

présent : sunt lăudat, -tă « je suis vanté(e) »
imparfait : eram, lăudat, -tă « j’étais vanté(e) »
passé simple : fusei lăudat, -tă « je fus vanté(e) »
passé composé am fost lăudat, -tă « j’ai été vanté(e) »
plus-que-parfait : fusesem, lăudat, -tă « j’avais été vanté(e) »
futur : voi fi / am să fiu / o să fiu lăudat, -tă « je serai/vais être vanté(e) »
futur antérieur : voi fi fost lăudat, -tă « j’aurai été vanté(e) »
- Subjonctif :

présent : să fiu lăudat, -tă « que je sois vanté(e) »
passé : să fi fost lăudat, -tă « que j’aie été vanté(e) »
- Conditionnel :

présent : aș fi lăudat, -tă « je serais vanté(e) »
passé :  aș fi fost lăudat, -tă « j’aurais été vanté(e) »
- Présomptif :

présent : voi/oi fi fiind lăudat, -tă « je suis vanté(e), peut-être » »
passé : voi/oi fi fost lăudat, -tă « j’ai été vanté(e), peut-être »
- Impératif :

affirmatif : fii lăudat, -tă! « sois vanté(e) ! »
négatif : nu fi lăudat, -tă! « ne sois pas vanté(e) ! »
- Infinitif :

présent : a fi lăudat, -tă, -ți, -te « être vanté(e)(s) »
passé : a fi fost lăudat, -tă, -ți, -te « avoir été vanté(e)(s) »
- Gerunziu : fiind lăudat, -tă « étant vanté(e)(s) »
- Participe : lăudat, -tă, -ți, -te « vanté(e)(s) »

Remarques :
1. Certaines formes verbales sont rarement utilisées au passif, par exemple l'impératif, surtout négatif.
2. Sans contexte adéquat, on peut confondre le conditionnel présent passif avec le conditionnel passé actif, mais seulement au masculin singulier. Par exemple aș fi lăudat peut signifier « je serais vanté » ou « j’aurais vanté ».
3. Le participe faisant partie du verbe passif risque d’être confondu avec l’attribut exprimé par un participe utilisé en tant qu’adjectif : Data alegerilor a fost hotărâtă (de parlament) (passif) « La date des élections a été décidée (par le parlement) » vs. Atitudinea lui a fost hotărâtă (attribut) « Son attitude a été résolue ».

### Verbe pronominal
Le verbe pronominal est associé aux pronoms réfléchis.
Exemple avec les pronoms réfléchis compléments d’objet direct (infinitif présent a se revolta « se révolter ») :
| Indicatif présent | Impératif     | Impératif        | Gerunziu      |
| Indicatif présent | Positif       | Négatif          | Gerunziu      |
| ----------------- | ------------- | ---------------- | ------------- |
| mă revolt         |               |                  | revoltându-mă |
| te revolți        | revoltă-te!   | nu te revolta!   | revoltându-te |
| se revoltă        |               |                  | revoltându-se |
| ne revoltăm       |               |                  | revoltându-ne |
| vă revoltați      | revoltați-vă! | nu vă revoltați! | revoltându-vă |
| se revoltă        |               |                  | revoltându-se |

Exemple avec les pronoms réfléchis compléments d’objet indirect (infinitif présent a-și aminti « se rappeler ») :
| Indicatif présent | Impératif     | Impératif       | Gerunziu     |
| Indicatif présent | Positif       | Négatif         | Gerunziu     |
| ----------------- | ------------- | --------------- | ------------ |
| îmi amintesc      |               |                 | amintindu-mi |
| îți amintești     | amintește-ți! | nu-ți aminti!   | amintindu-ți |
| își amintește     |               |                 | amintindu-și |
| ne amintim        |               |                 | amintindu-ne |
| vă amintiți       | amintiți-vă!  | nu vă amintiți! | amintindu-vă |
| își amintesc      |               |                 | amintindu-și |

Remarque : Avec la plupart des formes verbales, le pronom réfléchi se place devant le verbe, mais à l’impératif positif et au gerunziu, il le suit. Entre la forme de gerunziu et le pronom, il y a aussi la voyelle de liaison -u-.

### Verbes irréguliers aux formes simples
En roumain il y a relativement beaucoup de verbes plus ou moins irréguliers. Leurs irrégularités vont de variations partielles de leurs radicaux et suffixes jusqu’à la supplétion. Quelques exemples :

#### A fi«être»
- Indicatif :

présent : sunt, ești, e(ste), suntem, sunteți, sunt
imparfait : eram, erai, era, eram, erați, erau
passé simple : fu(se)i, fu(se)și, fu(se), fu(se)răm, fu(se)răți, fu(se)ră
plus-que-parfait : fusesem, fuseseși, fusese, fuseserăm, fuseserăți, fuseseră
- Subjonctif présent : să fiu, să fii, să fie, să fim, să fiți, să fie
- Impératif :

positif : fii!, fiți!
négatif : nu fi!, nu fiți!
- Gerunziu : fiind
- Participe : fost, fostă, foști, foste

#### A avea«avoir»
- Indicatif :

présent : am, ai, are, avem, aveți, au
imparfait : aveam, aveai, avea, aveam, aveați, aveau
passé simple : avu(se)i, avu(se)și, avu(se), avu(se)răm, avu(se)răți, avu(se)ră
plus-que-parfait : avusesem, avuseseși, avusese, avuseserăm, avuseserăți, avuseseră
- Subjonctif présent : să am, să ai, să aibă, să avem, să aveți, să aibă
- Impératif :

positif : ai!, aveți!
négatif : nu avea!, nu aveți!
- Gerunziu : având :
- Participe : avut, -tă, -ți, -te :

#### A vrea«vouloir»
- Indicatif :

présent : vreau, vrei, vrea, vrem, vreți, vor
imparfait : voiam, voiai, voia, voiam, voiați, voiau
passé simple : vrui, vruși, vru, vrurăm, vrurăți, vrură
plus-que-parfait : vrusem, vruseși, vruse, vruseserăm, vruseserăți, vruseseră
- Subjonctif présent : să vreau, să vrei, să vrea, să vrem, să vreți, să vrea
- Gerunziu : vrând
- Participe : vrut, -tă, -ți, -te

#### A bea«boire»
- Indicatif :

présent : beau, bei, bea, bem, beți, beau
imparfait : beam, beai, bea, beam, beați, beau
passé simple : băui, băuși, bău, băurăm, băurăți, băură
plus-que-parfait : băusem, băuseși, băuse, băuserăm, băuserăți, băuseră
- Subjonctif présent : să beau, să bei, să bea, să bem, să beți, să bea
- Impératif :

positif : bea!, beți!
négatif : nu bea!, nu beți!
- Gerunziu : bând
- Participe : băut, -tă, -ți, -te

#### A da«donner»
- Indicatif :

présent : dau, dai, dă, dăm, dați, dau
imparfait : dădeam, dădeai, dădea, dădeam, dădeați, dădeau
passé simple : dădui, dăduși, dădu, dădurăm, dădurăți, dădură
plus-que-parfait : dădusem, dăduseși, dăduse, dăduserăm, dăduserăți, dăduseră
- Subjonctif présent : să dau, să dai, să dea, să dăm, să dați, să dea
- Impératif :

positif : dă!, dați!
négatif : nu da!, nu dați!
- Gerunziu : dând
- Participe : dat, -tă, -ți, -te

#### A lua«prendre»
- Indicatif :

présent : iau, iei, ia, luăm, luați, iau
imparfait : luam, luai, lua, luam, luați, luau
passé simple : luai, luași, luă, luarăm, luarăți, luară
plus-que-parfait : luasem, luaseși, luase, luaserăm, luaserăți, luaseră
- Subjonctif présent : să iau, să iei, să ia, să luăm, să luați, să ia
- Impératif :

positif : ia!, luați!
négatif : nu lua!, nu luați!
- Gerunziu : luând
- Participe : luat, -tă, -ți, -te

#### A mânca«manger»
- Indicatif :

présent : mănânc, mănânci, mănâncă, mâncăm, mâncați, mănâncă
imparfait : mâncam, mâncai, mânca, mâncam, mâncați, mâncau
passé simple : mâncai, mâncași, mâncă, mâncarăm, mâncarăți, mâncară
plus-que-parfait : mâncasem, mâncaseși, mâncase, mâncaserăm, mâncaserăți, mâncaseră
- Subjonctif présent : să mănânc, să mănânci, să mănânce, să mâncăm, să mâncați, să mănânce
- Impératif :

positif : mănâncă!, mâncați!
négatif : nu mânca!, nu mâncați!
- Gerunziu : mâncând
- Participe : mâncat, -tă, -ți, -te

## Sources bibliographiques
- (ro) Avram, Mioara, Gramatica pentru toți [« Grammaire pour tous »], Bucarest, Humanitas, 1997,  (ISBN 973-28-0769-5)
- (ro) Bărbuță, Ion et al. Gramatica uzuală a limbii române [« Grammaire usuelle du roumain »], Chișinău, Litera, 2000,  (ISBN 9975-74-295-5) (consulté le 19 février 2023)
- (en) Dana Cojocaru, Romanian Grammar [« Grammaire roumaine »], SEELRC, 2003 (lire en ligne).
- (ro) Forăscu, Narcisa, Dificultăți gramaticale ale limbii române [« Difficultés grammaticales du roumain »], eBooks – Sciences humaines – Lettres, Université de Bucarest, 2002 (consulté le 25 mai 2017)